# معركة بصرى
```
جرت معركة 
بصرى
 في 
1147م
، بين 
نور الدين زنكي
 وجيش 
مملكة بيت المقدس
 قاد قوات الصليبيين الملك 
بالدوين الثالث
 من القدس ضد قوات إمارة دمشق بقيادة 
معين الدين
 ومساعدة نور الدين زنكي. منذ أن تم إحباط اقتناء الجيش الفرنجة في محاولة بصرى لتنتهي المعركة بهزيمة الصليبيين.
```

## الخلفية التاريخية
حدث خلاف بين حاكم بصرى وصلخد توتنتاش ومعين الدين أنر سنة 1147 وسرعان ما استنجد ببالوين الثالث ووافق على تسليم المدينتين له ليعبر بجيشه نهر الأردن ويتمركز على بعد 65 ميل من الجنوب الشرقي لدمشق.

## المعركة
اضطر معين الدين إلى الاستنجاد بنور الدين والتقى الجيشان قرب بصرى واعتمد الجيش الحلبي الدمشقي على الأسلوب التركي بالرماية من على ظهور الأخيل أثناء تقدم الصليبين نحو بصرى واستمر تقدم الصليبين اربع أيام وهم يواجهون غارات من الجيش الآخر إضافة إلى شدة الحر ومعاناة الجنود من العطش الشديد ليجدوا عند وصولهم إلى بصرى أن زوجة تونتاش سمحت للحامية الدمشقية بدخول قلعة بصرى.
ليعاني جيش بالدوين أثناء انسحابه من الغارات المتكررة